# 데이비 크로켓
데이비 크로켓(Davy Crockett, M28, M-29 Davy Crockett Weapon System)은 미국이 개발한 전술핵 무반동총으로서, 초소형 핵무기이다. 냉전시대때 적 기갑부대의 진격을 제지하기 위해서 제작되었다.

## 설계
미국의 핵탄두 중 초소형인 W54 핵탄두의 파생형인 Mk54 핵탄두를 사용하였다.